# Potentilla hyparctica
Potentilla hyparctica là loài thực vật có hoa trong họ Hoa hồng. Loài này được Malte miêu tả khoa học đầu tiên năm 1934.

## Hình ảnh

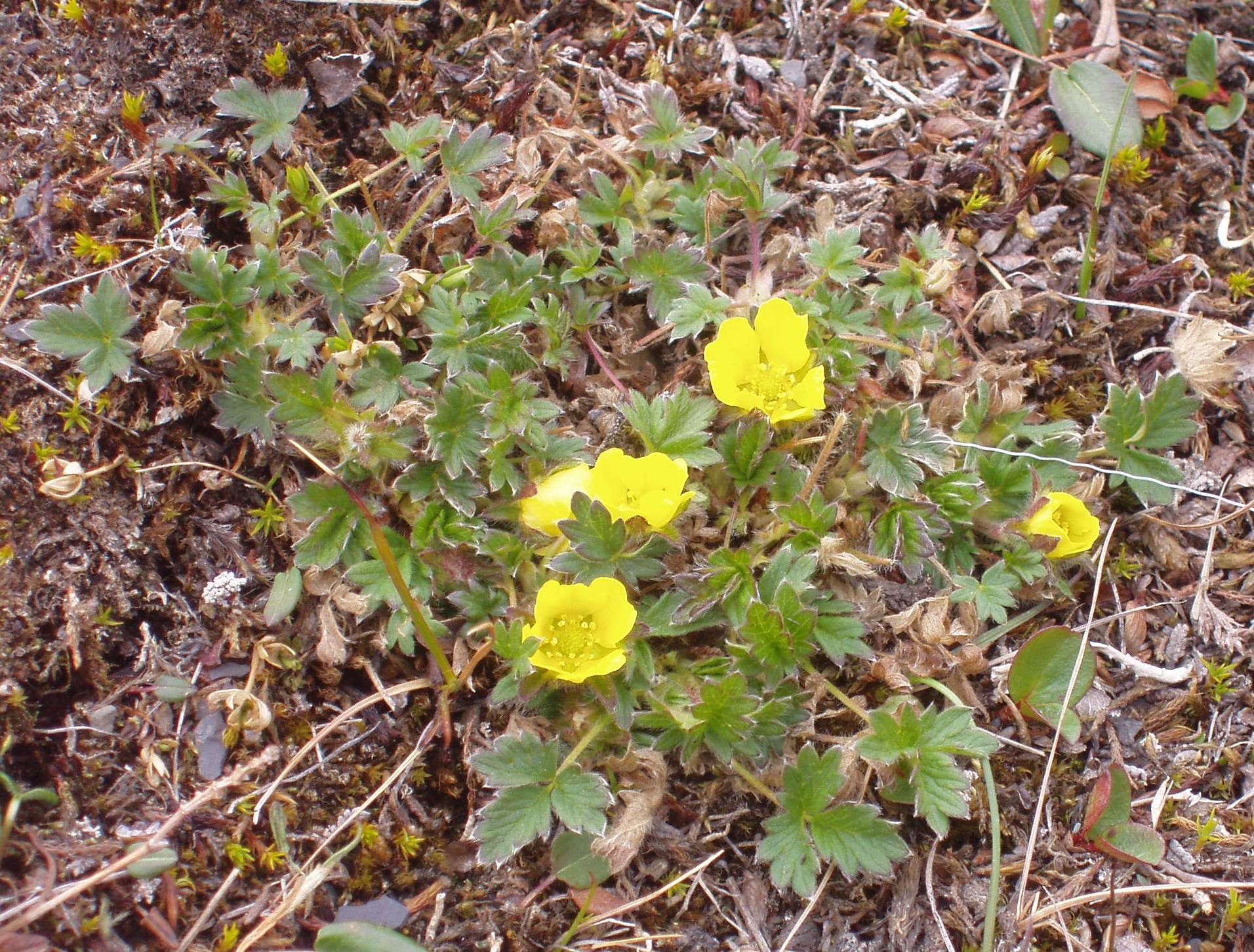
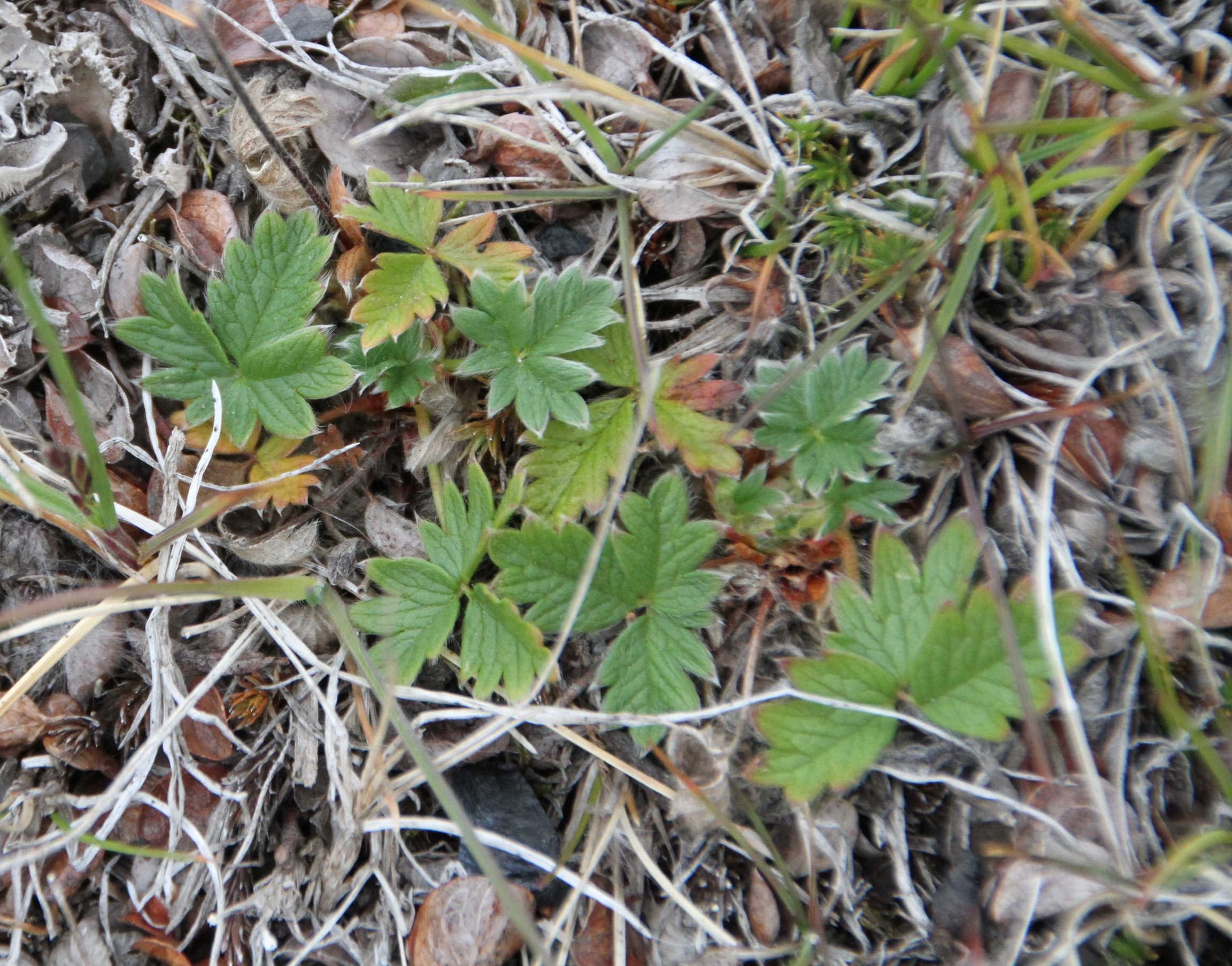